# Симон бен Боетус
Симон бен Боетус — юдейський первосвященик (бл. 23 — 4 р. до н. е.), батько Маріамни ІІ та тесть Ірода Великого.
За Йосипом Флавієм, він був також відомий під назвою Кантерас. Його сім'я, як вважають, була пов'язана з школою боетосеїв та родиною, яка походить з Александрії в Єгипті.
При одруженні Ірода Великого на його дочці, для підвищення його статусу, він змінив Ісуса, сина Фабуса на посаді первосвященика. Пізніше був знятий Іродом з цієї посади, коли виявилося, що його дочка, Маріамна II була залучена у заговір Антипатром проти свого чоловіка Ірода в 4 до н. е. В результаті Ірод розвівся з нею і звільнив її батька (Симона бен Боетоса) з посади первосвященика. Онук Симона — Ірод III був вилучений з спадку за останньою волею Ірода.